# Firestone Reserve
Firestone Reserve är ett privat, biologiskt och etnografiskt naturskyddsområde i sydvästra Costa Rica. Här finns Firestone Center for Restoration Ecology, ett grundutbildningsprogram för Pitzer College i Kalifornien, USA. Området består av 60 hektar, främst sekundärskog dissekerade av flera ström raviner med primärskog. Området ingår i ekosystemprojektet [Paso de la Dante] ("Tapirstigen"), tillsammans med Hacienda Baru National Wildlife Refuge.